# Al-Farghani
Abu 'l-Abbas Ahmad ibn Muhammad ibn Kathir al-Farghani (ar.: أبو العبّاس أحمد بن محمد بن كثير الفرغاني, na Zapadu isto poznat kao Alfraganus) poznati astronom koji je radio za kalife Abasid u 9. stoljeću. Poznat po tome što je bio jedan od znanstvenika koji su uspjeli izmjeriti promjer Zemlje. Njegova djela koja su bila prevedena na latinski imala su veliki utjecaj na astronomiju sve do 12. stoljeća.

## Vanjske povezice
- PDF version
- Paul Lunde, Al-Farghani and the “Short Degree”, 1992, Saudi Aramco World